# Royal Rumble (2006)
O Royal Rumble 2006 foi o 19º evento anual pay-per-view do Royal Rumble, realizado pela WWE. Decorreu a 29 de Janeiro de 2006 no AmericanAirlines Arena em Miami, Flórida. O evento teve um tema da Roma Antiga, parecido com o da WrestleMania IX, baseado no patrocínio do evento em que Vince McMahon surge como Júlio César juntamente com a sua família.

## Resultados
| No.                          | Resultados                                                                     | Estipulação                                                          | Tempo   |
| ---------------------------- | ------------------------------------------------------------------------------ | -------------------------------------------------------------------- | ------- |
| Heat                         | Finlay derrotou Brian Kendrick                                                 | Luta individual                                                      | 02:07   |
| 1                            | Gregory Helms derrotou Kid Kash (c), Funaki, Jamie Noble, Nunzio e Paul London | Luta six way pelo WWE Cruiserweight Championship                     | 07:40   |
| 2                            | Mickie James derrotou Ashley                                                   | Luta individual com Trish Stratus como árbitra especial              | 07:44   |
| 3                            | The Boogeyman derrotou John "Bradshaw" Layfield (com Jillian Hall)             | Luta individual                                                      | 01:54   |
| 4                            | Rey Mysterio venceu ao eliminar por último Randy Orton                         | Luta Royal Rumble por uma luta por título mundial na WrestleMania 22 | 1:02:12 |
| 5                            | John Cena derrotou Edge (c) (com Lita)                                         | Luta individual pelo WWE Championship                                | 14:02   |
| 6                            | Kurt Angle (c) derrotou Mark Henry (com Daivari)                               | Luta individual pelo World Heavyweight Championship                  | 09:29   |
| (c) – campeão antes da luta. |                                                                                |                                                                      |         |

### Entradas e eliminações da luta Royal Rumble
Vermelho ██ e "Raw" indicam lutadores do Raw, azul ██ e "SmackDown!" indicam lutadores do SmackDown!.

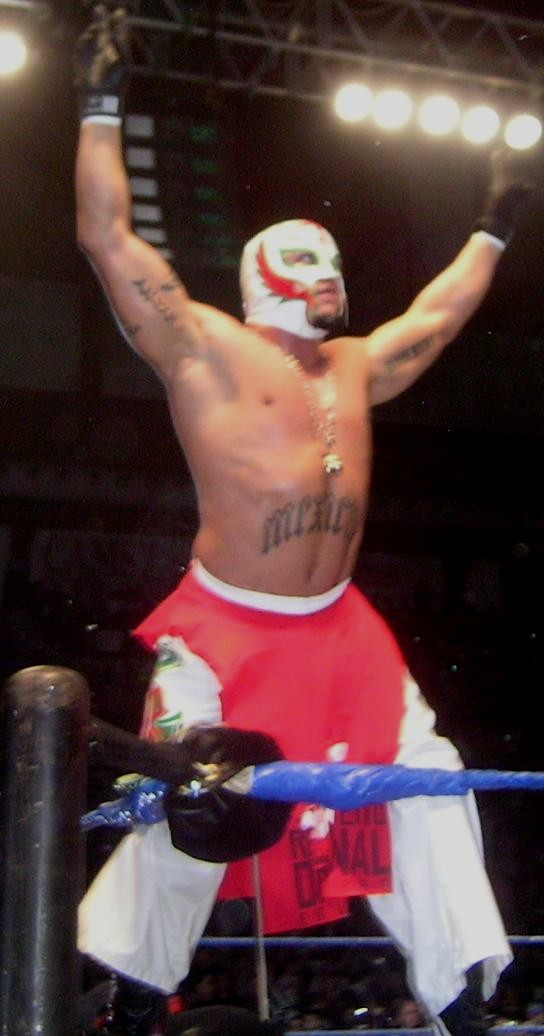
Rey Mysterio, vencedor da luta Royal Rumble de 2006.

| Símbolo | Significado           |
| ------- | --------------------- |
| †       | Indica o menor tempo. |

| #  | Lutador             | Divisão    | Colocação | Eliminado por               | Tempo    |
| -- | ------------------- | ---------- | --------- | --------------------------- | -------- |
| 01 | Triple H            | Raw        | 3         | Rey Mysterio[E]             | 01:00:09 |
| 02 | Rey Mysterio        | SmackDown! | Vencedor  | -                           | 01:02:12 |
| 03 | Simon Dean          | SmackDown! | 30        | Rey Mysterio e Triple H     | 00:45    |
| 04 | Psicosis            | SmackDown! | 29        | Rey Mysterio                | 01:15    |
| 05 | Ric Flair           | Raw        | 28        | Triple H                    | 01:20    |
| 06 | Big Show            | Raw        | 24        | Triple H                    | 09:02    |
| 07 | Jonathan Coachman   | Raw        | 27        | Big Show                    | 00:30    |
| 08 | Bobby Lashley       | SmackDown! | 25        | Big Show e Kane             | 04:17    |
| 09 | Kane                | Raw        | 23        | Triple H                    | 03:33    |
| 10 | Sylvan              | SmackDown! | 26        | Bobby Lashley               | 00:18 †  |
| 11 | Carlito             | Raw        | 5         | Rob Van Dam                 | 38:29    |
| 12 | Chris Benoit        | SmackDown! | 14        | Randy Orton                 | 30:31    |
| 13 | Booker T            | SmackDown! | 22        | Chris Benoit                | 00:18 †  |
| 14 | Joey Mercury        | SmackDown! | 9         | Johnny Nitro                | 29:14    |
| 15 | Tatanka             | SmackDown! | 19        | Joey Mercury e Johnny Nitro | 14:09    |
| 16 | Johnny Nitro        | SmackDown! | 8         | Shawn Michaels              | 25:45    |
| 17 | Trevor Murdoch      | Raw        | 18        | Shawn Michaels              | 13:41    |
| 18 | Eugene              | Raw        | 16        | Chris Benoit                | 16:25    |
| 19 | Road Warrior Animal | SmackDown! | 21        | Rob Van Dam                 | 02:49    |
| 20 | Rob Van Dam         | Raw        | 4         | Rey Mysterio                | 25:52    |
| 21 | Orlando Jordan      | SmackDown! | 10        | Randy Orton                 | 16:09    |
| 22 | Chavo Guerrero      | Raw        | 20        | Triple H                    | 00:59    |
| 23 | Matt Hardy          | SmackDown! | 17        | Viscera                     | 07:42    |
| 24 | Super Crazy         | SmackDown! | 15        | Rey Mysterio e Rob Van Dam  | 07:40    |
| 25 | Shawn Michaels      | Raw        | 6         | Shane McMahon[S]            | 12:55    |
| 26 | Chris Masters       | Raw        | 12        | Carlito                     | 07:01    |
| 27 | Viscera             | Raw        | 13        | Carlito e Chris Masters     | 05:20    |
| 28 | Shelton Benjamin    | Raw        | 7         | Shawn Michaels              | 06:51    |
| 29 | Goldust             | Raw        | 11        | Rob Van Dam                 | 03:09    |
| 30 | Randy Orton         | SmackDown! | 2         | Rey Mysterio                | 13:04    |

E Rey Mysterio eliminou o maior número de lutadores: 6.
S Shane McMahon não participou da luta e eliminou Shawn Michaels após distração de Vince McMahon.
| Papel:                      | Nome:                                    |
| --------------------------- | ---------------------------------------- |
| Comentaristas               | Michael Cole (SmackDown! e Royal Rumble) |
| Comentaristas               | Jerry Lawler (Raw e Royal Rumble)        |
| Comentaristas               | Joey Styles (Raw)                        |
| Comentaristas               | Tazz (SmackDown!)                        |
| Comentaristas               | Carlos Cabrera (Espanhol)                |
| Comentaristas               | Hugo Savinovich (Espanhol)               |
| Repórteres                  | Todd Grisham                             |
| Repórteres                  | Josh Mathews                             |
| Locutores                   | Lilian Garcia (Raw)                      |
| Locutores                   | Tony Chimel (SmackDown!)                 |
| Árbitros                    | Mickie Henson (Raw)                      |
| Árbitros                    | Mike Chioda (Raw)                        |
| Árbitros                    | Charles Robinson (SmackDown!)            |
| Árbitros                    | Chris Kay (SmackDown!)                   |
| Árbitros                    | Jim Korderas (SmackDown!)                |
| Árbitros                    | Nick Patrick (SmackDown!)                |
| Gerentes Gerais             | Vince McMahon (Raw)                      |
| Gerentes Gerais             | Theodore Long (SmackDown!)               |
| Sorteadoras do Royal Rumble | Candice Michelle                         |
| Sorteadoras do Royal Rumble | Torrie Wilson                            |
| Sorteadoras do Royal Rumble | Victoria                                 |

#### Combates de qualificação para o Royal Rumble
- Shelton Benjamin derrotou Val Venis na RAW
- Viscera derrotou Tyson Tomko, Gregory Helms e Lance Cade na HEAT
- Sylvan derrotou Scotty 2 Hotty na Velocity
- Kane derrotou Snitsky na RAW
- Chavo Guerrero Jr. derrotou Rob Conway na RAW
- Trevor Murdoch derrotou Antonio na HEAT
- The Mexicools derrotaram The Dicks e Nunzio e Vito na SmackDown
- Jonathan Coachman derrotou Jerry "The King" Lawler na RAW